# Silberkopf-Breitschnabeltyrann
Der Silberkopf-Breitschnabeltyrann (Platyrinchus platyrhynchos) ist mit einer Körperlänge von 7,5 Zentimetern ein kleinerer Vertreter der Familie der Tyrannen.

## Aussehen
Die Art hat einen dicken runden Kopf mit einem breiten, kurzen Schnabel, der im oberen Teil schwarz und unten weiß ist. Der Hals ist sehr kurz. Das Rückengefieder und der Kopf sind schwarz. Der Bauch ist gelblich gefärbt. Besonders auffällig ist die weiße Kinnpartie.

## Verbreitung und Lebensraum

Verbreitungsgebiet des Silberkopf-Breitschnabeltyrannen (grün)

Der Silberkopf-Breitschnabeltyrann kommt in den Regenwäldern des nördlichen Südamerikas und dem Amazonasgebiet vor. Dort bewohnt diese Art den Waldboden und die unteren Etagen der Urwaldbäume.

## Lebensweise
Die Vögel leben als Pärchen zusammen und durchstreifen auf der Suche nach Insekten und Spinnen den Urwald. Wenn es viel Nahrung gibt, schließen sich die Vögel zu kleinen Gruppen zusammen.

## Fortpflanzung
Zum Nestbau verwendet das Weibchen Baumfarne und andere Pflanzenfasern, welche sie mit Spinnenseide zu einem kugelförmigen Nest verbaut. Das Nest wird in Astgabeln höherer Bäume, meist 1 bis 2 Meter über dem Waldboden angelegt. Das Weibchen legt nur 2 Eier, in einem Abstand von 2 Tagen hinein. Das Brutgeschäft übernimmt das Weibchen allein. Bei der Versorgung der Jungvögel, welche nach 2 Wochen das Nest verlassen, wird es vom Männchen unterstützt.

## Gefährdung
Aufgrund ihrer weiteren Verbreitung und da für diese Art keinerlei Gefährdungen bekannt sind, stuft die IUCN diese Art als (Least Concern) nicht gefährdet ein.

## Unterarten
Es sind vier Unterarten bekannt:
- Platyrinchus platyrhynchos platyrhynchos (Gmelin, JF, 1788)[2] – Die Nominatform kommt im Osten Kolumbiens über Guyana bis in den Norden Brasiliens vor.
- Platyrinchus platyrhynchos senex Sclater, PL & Salvin, 1880[3] – Diese Unterart kommt im Osten Ecuadors, im Osten Perus, im Norden Boliviens und dem extremen Westen Brasiliens vor.
- Platyrinchus platyrhynchos nattereri Hartert & Hellmayr, 1902[4] – Diese Subspezies ist im südlichen zentralen Amazonasgebiets von Brasilien verbreitet.
- Platyrinchus platyrhynchos amazonicus von Berlepsch, 1912[5] – Diese Unterart kommt im östlichen Amazonasgebiets Brasiliens vor.

## Etymologie und Forschungsgeschichte
Johann Friedrich Gmelin beschrieb den Silberkopf-Breitschnabeltyrann als Todus [] platyrhynchos. 1805 führte Anselme Gaëtan Desmarest die neue Gattung Platyrinchus für den Silberkopf-Breitschnabeltyrann ein. Dieser Name leitet sich von den griechischen Wörtern »platys« πλατυς für »breit« und »rhynkhos« ῥυγχος für »Schnabel« ab. Das Artepitheton hat den gleichen Ursprung. Das lateinische »senex, senis« bedeutet »alte Person« und bezieht sich auf die graue Haarfarbe älterer Menschen. »Amazonicus« bezieht sich auf das Amazonasgebiet. »Nattereri« ist eine Ehrerbietung für den österreichischen Naturforscher Johann Natterer.